# Password Authentication Protocol
Password Authentication Protocol, meestal PAP genoemd, is een simpel authenticatieprotocol om een gebruiker te authenticeren bij bijvoorbeeld een RADIUS-server. Het werd vooral gebruikt bij inbellen met een modem. Aangezien bij PAP de gebruikersnaam en wachtwoord onvercijferd over het netwerk worden verstuurd, wordt het alleen gebruikt als geen van de sterkere alternatieven, zoals CHAP of MSCHAP beschikbaar zijn.
PAP wordt beschreven in RFC 1334.